# Nangis
Pour les articles homonymes, voir Nangis (homonymie).
Nangis ([nɑ̃ʒi] ) est une commune française située dans le département de Seine-et-Marne en région Île-de-France.

## Géographie

### Localisation
La commune est située au centre de la Brie et du département de Seine-et-Marne, entre Melun et Provins. Nangis est à 60 km au sud-est de Paris. Elle est reliée à Rampillon petit village de la Brie Nangissienne.

### Communes limitrophes
| Grandpuits-Bailly-Carrois | Clos-Fontaine | La Croix-en-Brie |
| Fontenailles              | Nangis        | Rampillon        |
| La Chapelle-Rablais       | Fontains      |                  |

### Hydrographie

#### Réseau hydrographique

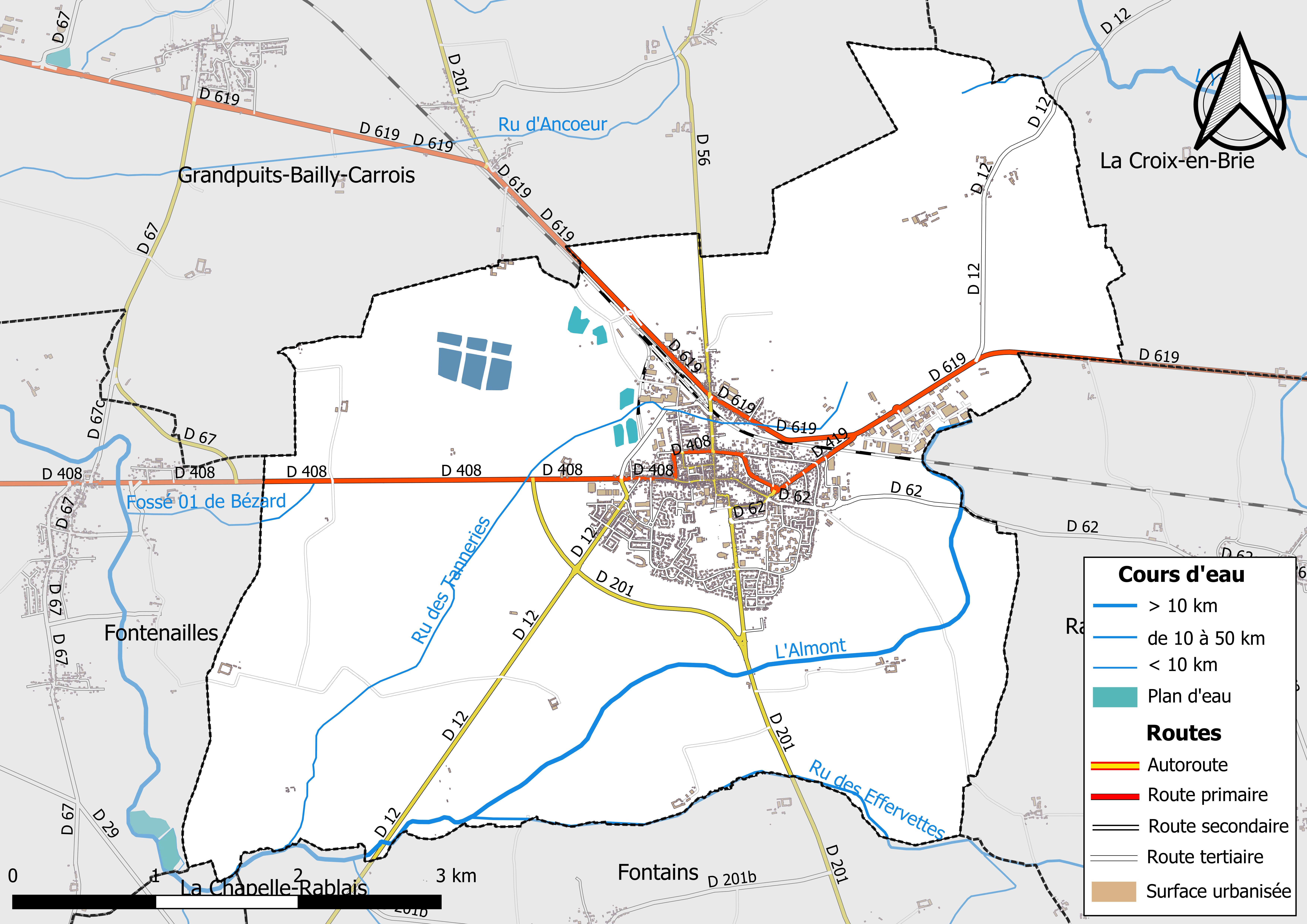
Carte des réseaux hydrographique et routier de Nangis.

Le réseau hydrographique de la commune se compose de cinq cours d'eau référencés :
- la rivière l’Almont (ou ru d'Ancœur ou ru de Courtenain), longue de 42,1 km[1], affluent de la Seine en rive droite ;
  - le ru des Tanneries, 6,02 km[2], affluent de l’ Almont ;
  - le ru des Effervettes, 5,4 km[3], et ;
  - le fossé 01 de Bézard, 1,5 km[4], qui confluent avec l’Almont ;
- le cours d'eau 01 des Saules Piquants, 1,1 km[5], qui conflue avec l’Yvron.

La longueur totale des cours d'eau sur la commune est de 15,68 km.

#### Gestion des cours d'eau
Afin d’atteindre le bon état des eaux imposé par la Directive-cadre sur l'eau du 23 octobre 2000, plusieurs outils de gestion intégrée s’articulent à différentes échelles : le SDAGE, à l’échelle du bassin hydrographique, et le SAGE, à l’échelle locale. Ce dernier fixe les objectifs généraux d’utilisation, de mise en valeur et de protection quantitative et qualitative des ressources en eau superficielle et souterraine. Le département de Seine-et-Marne est couvert par six SAGE, au sein du bassin Seine-Normandie.
La commune fait partie du SAGE « Yerres », approuvé le 13 octobre 2011. Le territoire de ce SAGE correspond au bassin versant de l’Yerres, d'une superficie de 1 017 km2, parcouru par un réseau hydrographique de 450 kilomètres de long environ, répartis entre le cours de l’Yerres et ses affluents principaux que sont : le ru de l'Étang de Beuvron, la Visandre, l’Yvron, le Bréon, l’Avon, la Marsange, la Barbançonne, le Réveillon. Le pilotage et l’animation du SAGE sont assurés par le syndicat mixte pour l'assainissement et la gestion des eaux du bassin versant de l’Yerres (SYAGE), qualifié de « structure porteuse ».

### Climat
Pour des articles plus généraux, voir Climat de l'Île-de-France et Climat de Seine-et-Marne.
En 2010, le climat de la commune est de type climat océanique dégradé des plaines du Centre et du Nord, selon une étude du CNRS s'appuyant sur une série de données couvrant la période 1971-2000. En 2020, Météo-France publie une typologie des climats de la France métropolitaine dans laquelle la commune est exposée à un climat océanique altéré et est dans la région climatique Nord-est du bassin Parisien, caractérisée par un ensoleillement médiocre, une pluviométrie moyenne régulièrement répartie au cours de l’année et un hiver froid (3 °C).
Pour la période 1971-2000, la température annuelle moyenne est de 10,5 °C, avec une amplitude thermique annuelle de 15,2 °C. Le cumul annuel moyen de précipitations est de 728 mm, avec 11,6 jours de précipitations en janvier et 7,9 jours en juillet. Pour la période 1991-2020, la température moyenne annuelle observée sur la station météorologique la plus proche, située sur la commune de Grandpuits-Bailly-Carrois à 5 km à vol d'oiseau, est de 11,3 °C et le cumul annuel moyen de précipitations est de 704,0 mm,. Pour l'avenir, les paramètres climatiques de la commune estimés pour 2050 selon différents scénarios d'émission de gaz à effet de serre sont consultables sur un site dédié publié par Météo-France en novembre 2022.
| Mois                                  | jan.           | fév.           | mars          | avril         | mai             | juin          | jui.          | août           | sep.          | oct.            | nov.            | déc.             | année      |
| ------------------------------------- | -------------- | -------------- | ------------- | ------------- | --------------- | ------------- | ------------- | -------------- | ------------- | --------------- | --------------- | ---------------- | ---------- |
| Température minimale moyenne (°C)     | 1,3            | 1,4            | 3             | 5             | 8,5             | 11,4          | 13,2          | 13             | 10,1          | 7,8             | 4,3             | 2,1              | 6,8        |
| Température moyenne (°C)              | 3,9            | 4,6            | 7,5           | 10,3          | 13,9            | 17,1          | 19,3          | 19,1           | 15,5          | 11,9            | 7,3             | 4,6              | 11,3       |
| Température maximale moyenne (°C)     | 6,5            | 7,9            | 11,9          | 15,5          | 19,4            | 22,8          | 25,3          | 25,2           | 21            | 16              | 10,3            | 7,1              | 15,7       |
| Record de froid (°C) date du record   | −18,8 08.01.10 | −13 22.02.1996 | −9,1 01.03.05 | −5,8 08.04.03 | −1,3 05.05.1996 | 1,5 01.06.06  | 5,7 31.07.15  | 3,3 28.08.1998 | 1,9 25.09.02  | −5,5 30.10.1997 | −9,8 24.11.1998 | −12,5 31.12.1996 | −18,8 2010 |
| Record de chaleur (°C) date du record | 16 05.01.1999  | 18,7 24.02.21  | 24,5 31.03.21 | 28 20.04.18   | 31,5 28.05.17   | 36,4 27.06.11 | 40,5 25.07.19 | 39,6 07.08.03  | 33,7 08.09.23 | 27,8 01.10.11   | 21,5 07.11.15   | 17,2 07.12.00    | 40,5 2019  |
| Précipitations (mm)                   | 56,9           | 53,3           | 51            | 54,5          | 65,1            | 53,7          | 54,7          | 57,7           | 56,2          | 66,2            | 62,6            | 72,1             | 704        |

### Milieux naturels et biodiversité
L’inventaire des zones naturelles d'intérêt écologique, faunistique et floristique (ZNIEFF) a pour objectif de réaliser une couverture des zones les plus intéressantes sur le plan écologique, essentiellement dans la perspective d’améliorer la connaissance du patrimoine naturel national et de fournir aux différents décideurs un outil d’aide à la prise en compte de l’environnement dans l’aménagement du territoire.
Le territoire communal de Nangis comprend une ZNIEFF de type 1,,, 
le « Bassins de la Haute-Voie à Nangis » (54,37 ha).
, et une ZNIEFF de type 2,, 
le « Massif de Villefermoy » (7 033,23 ha), couvrant 12 communes du département.

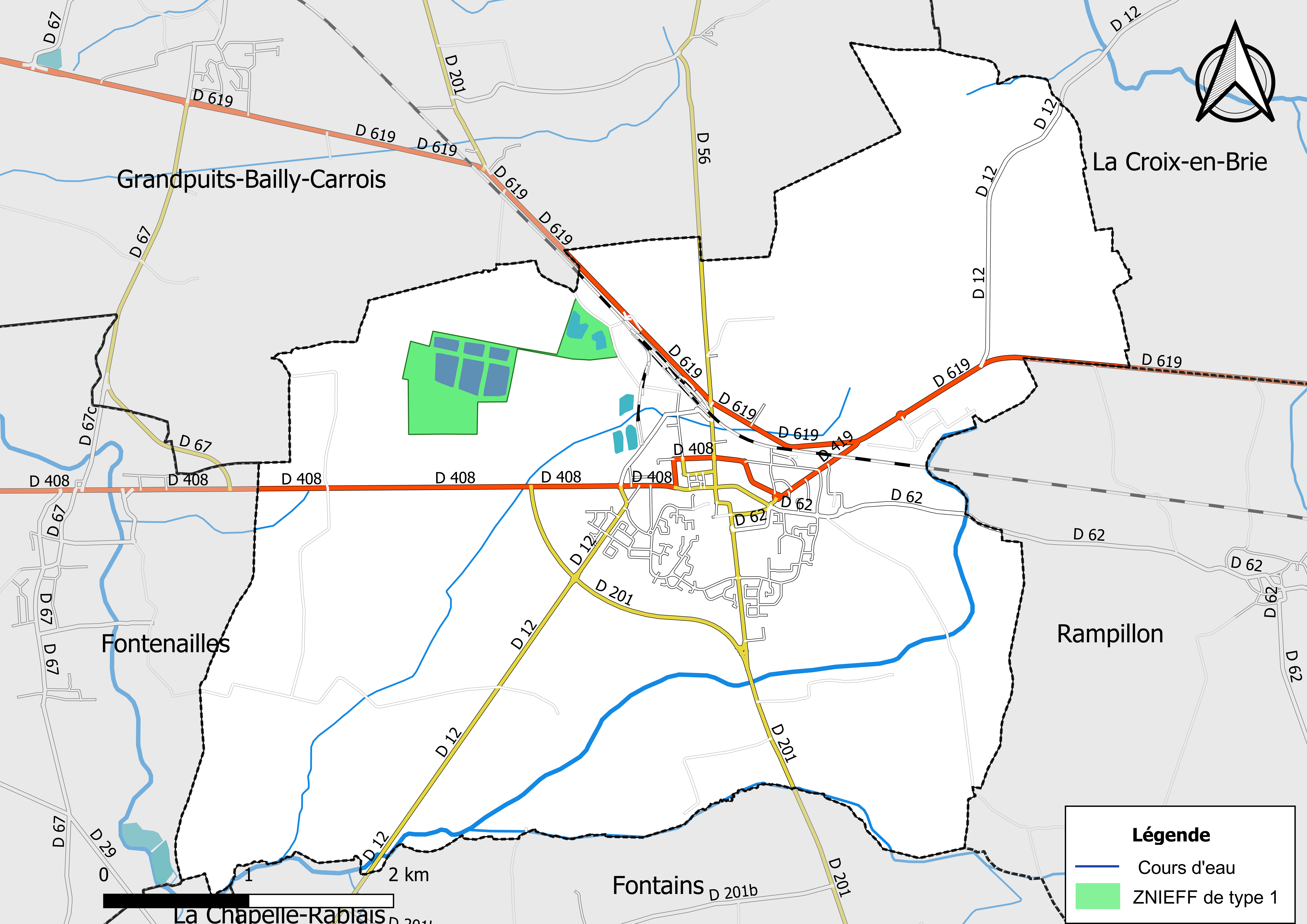
Carte des ZNIEFF de type 1 de la commune.
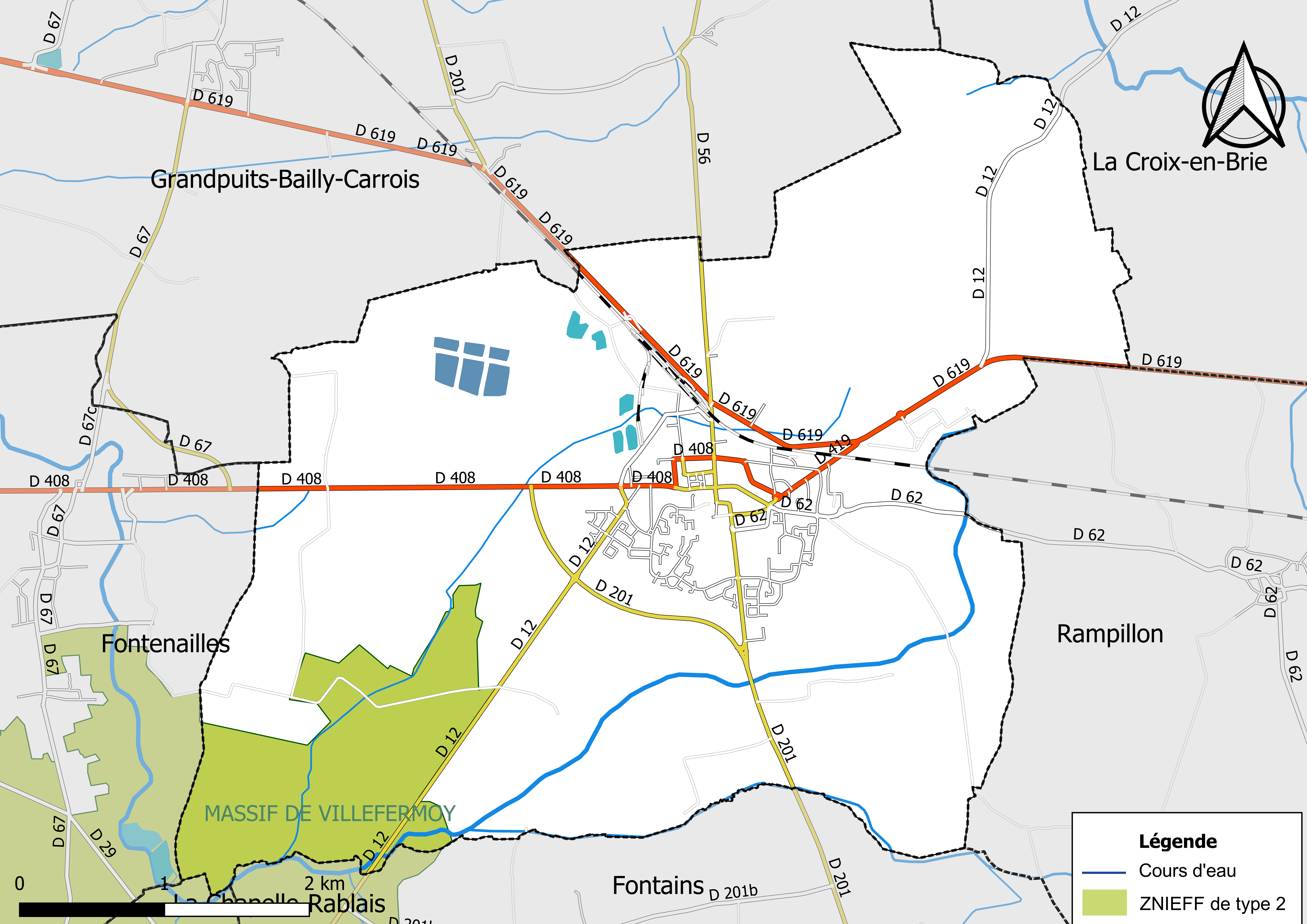
Carte des ZNIEFF de type 2 de la commune.

## Urbanisme

### Typologie
Au 1er janvier 2024, Nangis est catégorisée centre urbain intermédiaire, selon la nouvelle grille communale de densité à sept niveaux définie par l'Insee en 2022.
Elle appartient à l'unité urbaine de Nangis, une unité urbaine monocommunale constituant une ville isolée,. Par ailleurs la commune fait partie de l'aire d'attraction de Paris, dont elle est une commune de la couronne,. Cette aire regroupe 1 929 communes,.

### Lieux-dits et écarts
La commune compte 76 lieux-dits administratifs répertoriés consultables ici.

### Occupation des sols
L'occupation des sols de la commune, telle qu'elle ressort de la base de données européenne d’occupation biophysique des sols Corine Land Cover (CLC), est marquée par l'importance des territoires agricoles (75,6 % en 2018), en diminution par rapport à 1990 (77,5 %). La répartition détaillée en 2018 est la suivante : 
terres arables (75,6% ), zones urbanisées (9,1% ), forêts (9,1% ), zones industrielles ou commerciales et réseaux de communication (6,1 %).
Parallèlement, L'Institut Paris Région, agence d'urbanisme de la région Île-de-France, a mis en place un inventaire numérique de l'occupation du sol de l'Île-de-France, dénommé le MOS (Mode d'occupation du sol), actualisé régulièrement depuis sa première édition en 1982. Réalisé à partir de photos aériennes, le Mos distingue les espaces naturels, agricoles et forestiers mais aussi les espaces urbains (habitat, infrastructures, équipements, activités économiques, etc.) selon une classification pouvant aller jusqu'à 81 postes, différente de celle de Corine Land Cover,,. L'Institut met également à disposition des outils permettant de visualiser par photo aérienne l'évolution de l'occupation des sols de la commune entre 1949 et 2018.

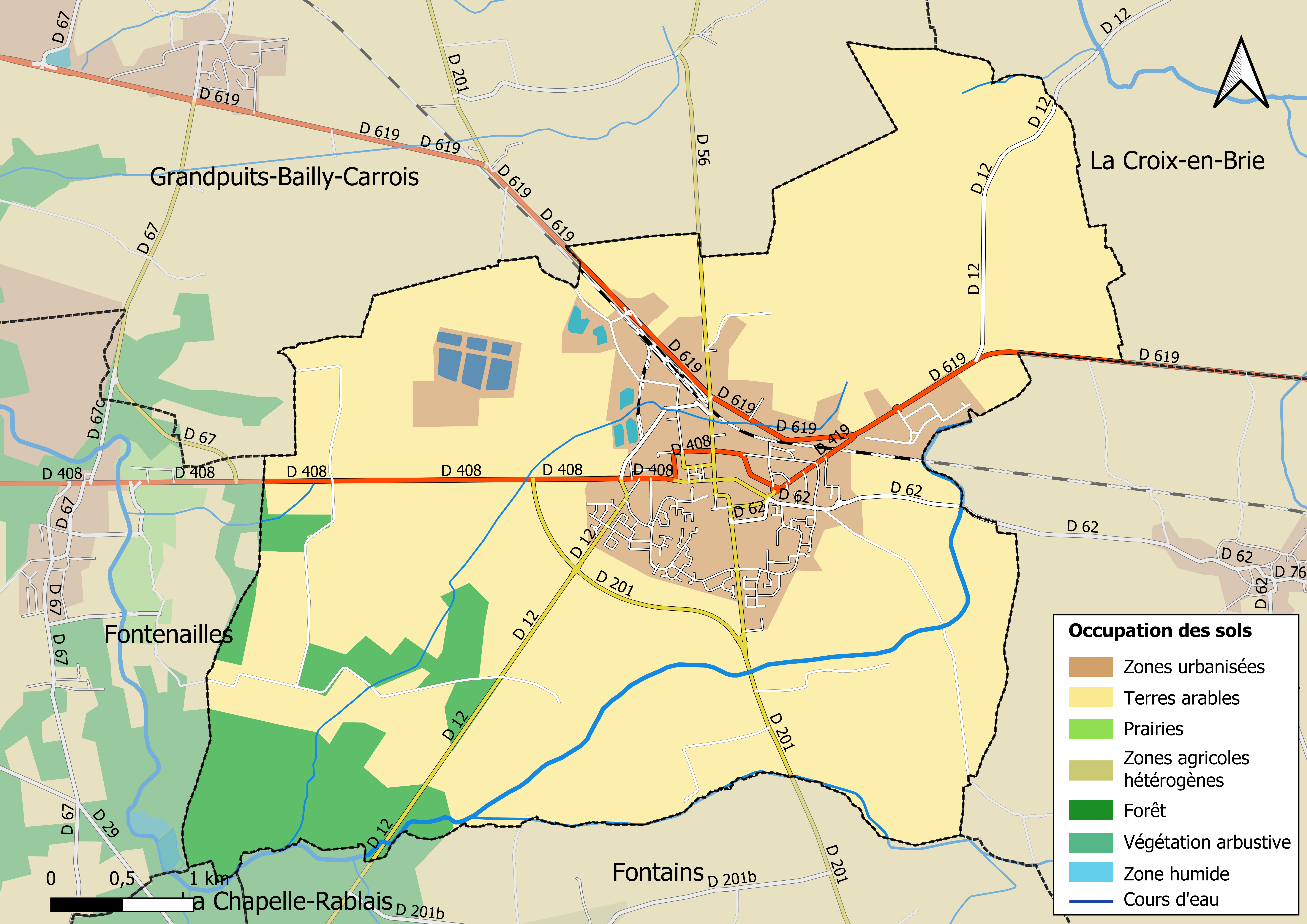
Carte des infrastructures et de l'occupation des sols en 2018 (CLC) de la commune.
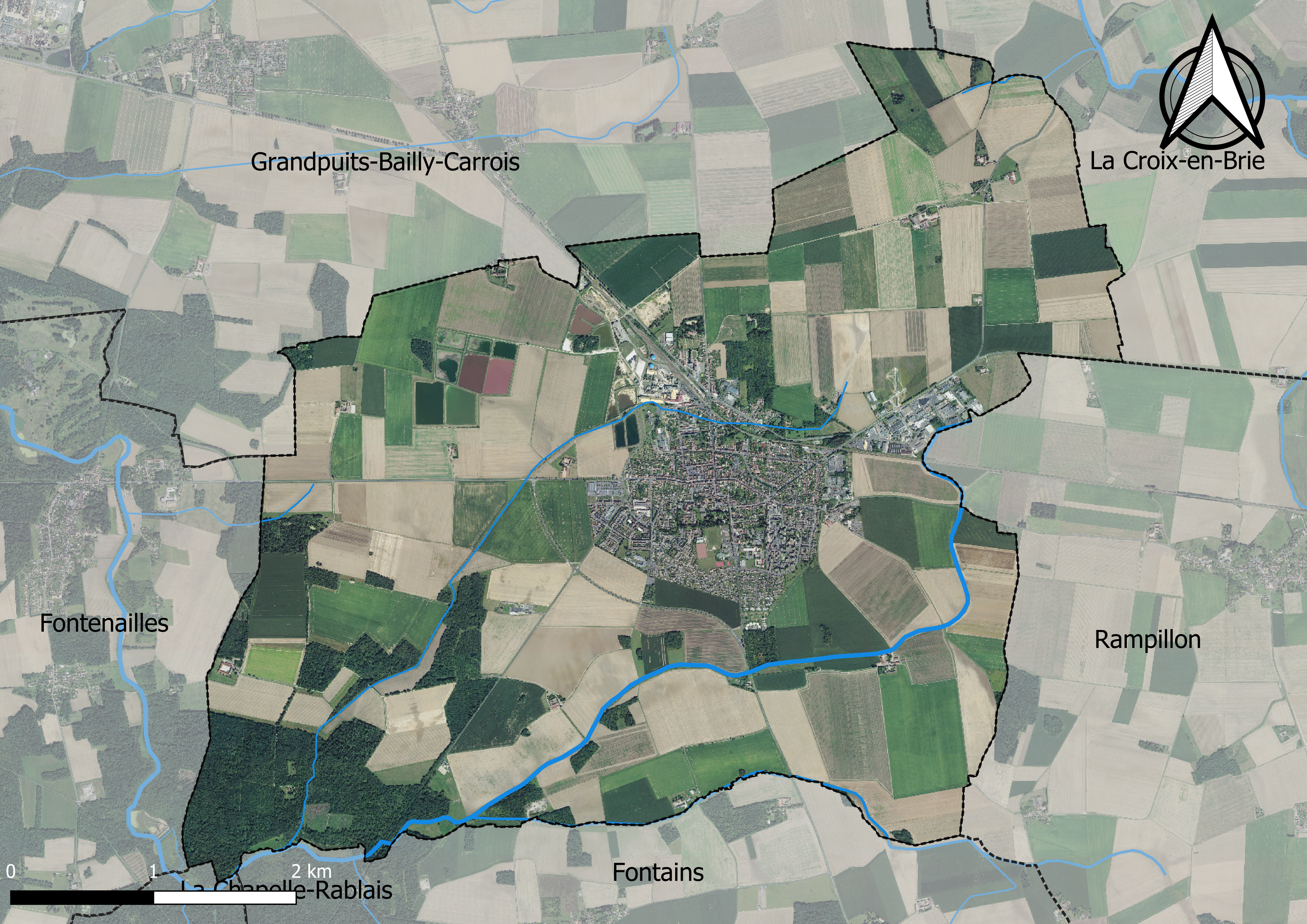
Carte orhophotogrammétrique de la commune.

### Planification
La commune, en 2019, avait engagé l'élaboration d'un plan local d'urbanisme. Un plan local d'urbanisme intercommunal couvrant le territoire de la communauté de communes de la Bassée - Montois était en élaboration,.

### Logement
En 2017, le nombre total de logements dans la commune était de 3 801 dont 51,6 % de maisons et 46,5 % d'appartements.
Parmi ces logements, 90,6 % étaient des résidences principales, 0,9 % des résidences secondaires et 8,5 % des logements vacants.
La part des ménages fiscaux propriétaires de leur résidence principale s'élevait à 45,8 % contre 52,6 % de locataires dont, 33,1 % de logements HLM loués vides (logements sociaux) et, 1,5 % logés gratuitement.

### Voies de communication et transports
Nangis se situe au point de convergence de plusieurs routes départementales dans tous les azimuts :
- D 408 venant de Melun
- D 12 venant de Fontainebleau
- D 201 venant de Montereau-Fault-Yonne
- D 62 venant de Rampillon
- D 56 venant de Gastins et Rozay-en-Brie
- D 619 menant de Paris à Provins

Le territoire de Nangis est desservi en son sein par la ligne P du Transilien SNCF. Le trajet Nangis - Paris Est dure 55 minutes environ, et vingt trains par jour desservent la gare de Nangis en moyenne (en jours de semaine).
Le territoire est par ailleurs desservi par la ligne Express 47 du réseau de bus Provinois - Brie et Seine. La ligne 47 rejoint Melun à Provins (avec deux arrêts sur le territoire de Nangis). La fréquence de passage est de 33 à 38 autocars par jour, et le temps de parcours jusqu’à la gare de Melun est de 40 à 55 minutes.
La commune est aussi desservie par :
- Les lignes 3204, 3213, 3215, 3216 et 3218 du réseau de bus Provinois - Brie et Seine ;
- Diverses lignes d'autocars scolaires.

## Toponymie
Nangis est citée en 1157 dans une bulle du pape Adrien IV sous le nom de Nangiacus.
Nant est un nom gaulois signifiant « vallée », Nangis domine deux vallées.

## Histoire
Au Moyen Âge, deux fiefs, qui purent rivaliser, se partageaient la terre de Nangis-en-Brie,, : 
- le Châtel/Chastel de Nangis (cf. La rue du Châtel, un peu au nord du centre-ville), et
- la Motte de Beauvoir ou de Beauvais (ce deuxième château est à l'origine de l'Hôtel de Ville, en plein centre, proche de l'église ; curieusement, il existe aussi Beauvoir à une dizaine de km au NO). La Motte-Beauvais finit par l'emporter, et son pouvoir fut dominant, modelant le développement de la ville. Les ouvrages traitant de la question mélangent souvent ces deux seigneuries (les familles seigneuriales avaient-elles une origine commune ? On cite les de Marolles, les de Courtry (-à Sivry ?), les Le Riche... ;

il semble que les Beauvais et les du Châtel aient eu la Croix en fief commun).
Toujours est-il que l'héritière de Nangis-en-Brie au XIIe siècle, épousa le Capétien Flore ou Fleury, fils illégitime du roi Philippe Ier et de Bertrade de Montfort. Puis leur fille héritière Elisabeth prit pour mari Anseau de Traînel-Venizy, et leur propre fille Helvise de Traînel, dame de Nangis (Beauvoir/Beauvais), maria Pierre Britaut, fl. 1155, 1173, vicomte de Provins. Les Britaut (Henri, fils de Pierre et d'Helvise de Traînel, † vers 1240 ; puis son propre fils Jean, † 1278, panetier de France en 1260 et 1276, connétable de Sicile pour le roi Charles, époux de Marguerite/Helvide de Villébéon) furent seigneurs de Beauvais-Nangis jusqu'au mariage en 1260 de Philippe Britaut dame de Nangis, fille héritière du panetier Jean, avec Bouchard (VII) de Montmorency seigneur de Saint-Leu et de Deuil. La terre de Nangis-fief de Beauvoir/Beauvais est désormais possédée jusque dans le XVe siècle par la branche des seigneurs de Saint-Leu et de Deuil de la maison de Montmorency, aussi seigneurs par mariage de La Houssaye, Changy : Changis ?, et d'Andrezel en partie ; cette branche des Montmorency s'éteint dans les mâles en 1402 avec Jean II de Montmorency-Nangis, suivi de sa 2e sœur Jeanne de Montmorency, † ap. 1415, dame du Chastelier par son 1er mariage avec Gaucher de Thourotte (en deuxièmes noces, elle épouse Eustache de Gaucourt, premier Grand fauconnier de France) : elle est encore dame de Nangis et La Houssaye au début du XVe siècle. Puis Beauvais-Nangis passe à d'autres personnages : Jean de Noëz vers 1412 (comme il est fidèle au roi Valois, les Anglais du régent Bedford ravagent Nangis en 1429), Denis de Chailly en 1436 († vers 1464, chambellan royal, compagnon de Jeanne d'Arc en 1430, sire de Chailly, Bourron, Crécy : père de Jehan de Chailly † 1475 — et de Jeanne de Chailly, † 1496 sans postérité de son union avec Matthieu bâtard d'Harcourt-Montgomery), puis ses neveux de Vères.
En 1507, la seigneurie de Beauvais-Nangis échoit à la famille de Brichanteau par le mariage de Louis de Brichanteau avec Marie de Veres, dame de Nangis (qu'elle avait hérité de son père Jean de Veres d'Amilly ; remariée veuve en 1523 à François d'Anglure d'Etoges). En novembre 1612, l'amiral Antoine de Brichanteau obtint des lettres portant union et érection de ses terres en marquisat, sous le nom de marquisat de Nangis. Les Régnier de Guerchy en héritèrent en 1742 à la † du maréchal Louis Armand de Brichanteau, par lointaine succession du mariage en 1618 d'une fille de l'amiral, Lucie/Julie de Brichanteau, avec Claude II de Régnier de Guerchy.
Pour le fief du Châtel, on trouve toute une famille dite du Chastel/Châtel-lez-Nangis (issue des Courtry ?) jusqu'en 1471, suivie par les Louvier qui l'acquièrent par étapes de 1457 à 1476 et même au-delà. Ainsi, Charles Louvier(s), seigneur du Chastelet, était seigneur du Châtel-Nangis, conseiller au Parlement de Paris, propriétaire à Paris de l'Île-Louviers ; il était le fils de Nicolas Louvier — échevin de Paris, prévôt des marchands, anobli par lettres patentes de Louis XI, mort en 1483 à Paris — et il s'est marié à Marie de Marle, fille d'Henri II de Marle, seigneur de Versigny et de Luzancy, premier président du Parlement de Toulouse, petit-fils du chancelier Henri de Marle. Les Raguier héritèrent du fief (Antoine II Raguier, † 1532, épousant en 1506 Jeanne de Louviers ; Postérité, avec possession du Châtel de Nangis jusqu'à la fin du XVIIe siècle) ; enfin les Brichanteau acquirent cette terre pour réunir tout Nangis.
Nangis est érigée en ville en 1544 par François Ier.
En 1759, Marie Fortunée (Maria Fortunata) d'Este-Modène y épouse Louis-François de Bourbon, comte de la Marche, futur prince de Conti.
En 1767, le prince de Lamballe y épouse la princesse de Savoie-Carignan.
Les Russes y sont battus le 17 février 1814 par François Étienne Kellermann et Étienne Maurice Gérard.

## Politique et administration

### Liste des maires
| Période        | Période                    | Identité            | Étiquette           | Qualité |
| -------------- | -------------------------- | ------------------- | ------------------- | --- |
| février 1890   | mai 1904 (décès)           | Louis Massé         |                     | |
| mai 1904       | décembre 1909              | Ferdinand Putois    |                     | |
| décembre 1909  | mai 1925                   | Léon Vajou          |                     | |
| mai 1925       | mai 1929                   | Henry Bouché        |                     | |
| mai 1929       | avril 1931 (démission)     | Gustave Macquin     | Liste réactionnaire | |
| juin 1931      | avril/mai 1935             | Henry Bouché        |                     | |
| mai 1935       | septembre 1936 (démission) | Amédée Jorand       |                     | Docteur |
| octobre 1936   | janvier 1939 (décès)       | Etienne Vitte       |                     | Architecte |
| mars 1939      | juillet 1940 (démission)   | Paul Clément        |                     | |
| août 1940      | août 1944                  | Maurice Labois      |                     | Administrateur provisoire (juin-août 1940) Maire (août 1940 à août 1944)                                          |
| août 1944      | mai 1953                   | Paul Clément        |                     | Président du comité provisoire (août-septembre 1944) Maire (septembre 1944 à mai 1953)                            |
| mai 1953       | mars 1959                  | René Gabarrou       |                     | |
| mars 1959      | mars 1971                  | Alain Debruères     |                     | |
| mars 1971      | mars 1977                  | Dominique Guinvarch |                     | |
| mars 1977      | septembre 2002 (démission) | Claude Pasquier     | PCF                 | Retraité de l'enseignement                                                                                        |
| septembre 2002 | mars 2008                  | Michel Billout      | PCF                 | Professeur des écoles                                                                                             |
| mars 2008      | décembre 2012              | Philippe Delannoy,  | DVD                 | Contrôleur des impôts                                                                                             |
| décembre 2012  | juillet 2020               | Michel Billout      | PCF                 | Professeur des écoles Sénateur de Seine-et-Marne (2004 → 2017) Élu à la suite d'une élection municipale partielle |
| juillet 2020   | En cours (au 13 mai 2022)  | Nolwenn Le Bouter   | LR                  | Professeure agrégée d'EPS au lycée de Nangis Conseillère départementale de Nangis (2015 → )                       |

### Jumelages
| Ville | Ville  | Pays | Pays      | Période     |
| ----- | ------ | ---- | --------- | ----------- |
|       | Seelow |      | Allemagne | depuis 1996 |

## Équipements et services

### Eau et assainissement
L’organisation de la distribution de l’eau potable, de la collecte et du traitement des eaux usées et pluviales relève des communes. La loi NOTRe de 2015 a accru le rôle des EPCI à fiscalité propre en leur transférant cette compétence. Ce transfert devait en principe être effectif au 1er janvier 2020, mais la loi Ferrand-Fesneau du 3 août 2018 a introduit la possibilité d’un report de ce transfert au 1er janvier 2026,.

#### Assainissement des eaux usées
En 2020, la commune de Nangis gère le service d’assainissement collectif (collecte, transport et dépollution) en régie directe, c’est-à-dire avec ses propres personnels.
L’assainissement non collectif (ANC) désigne les installations individuelles de traitement des eaux domestiques qui ne sont pas desservies par un réseau public de collecte des eaux usées et qui doivent en conséquence traiter elles-mêmes leurs eaux usées avant de les rejeter dans le milieu naturel. La communauté de communes de la Brie Nangissienne (CCBN) assure pour le compte de la commune le service public d'assainissement non collectif (SPANC), qui a pour mission de vérifier la bonne exécution des travaux de réalisation et de réhabilitation, ainsi que le bon fonctionnement et l’entretien des installations. Cette prestation est déléguée à l'entreprise Veolia, dont le contrat arrive à échéance le 31 décembre 2021,.

#### Eau potable
En 2020, l'alimentation en eau potable est assurée par la commune qui en a délégué la gestion à une entreprise privée, dont le contrat expire le 31 décembre 2021,.
Les nappes de Beauce et du Champigny sont classées en zone de répartition des eaux (ZRE), signifiant un déséquilibre entre les besoins en eau et la ressource disponible. Le changement climatique est susceptible d’aggraver ce déséquilibre. Ainsi afin de renforcer la garantie d’une distribution d’une eau de qualité en permanence sur le territoire du département, le troisième Plan départemental de l’eau signé, le 3 octobre 2017, contient un plan d’actions afin d’assurer avec priorisation la sécurisation de l’alimentation en eau potable des Seine-et-Marnais. À cette fin a été préparé et publié en décembre 2020 un schéma départemental d’alimentation en eau potable de secours dans lequel huit secteurs prioritaires sont définis. La commune fait partie du secteur Nangis.

## Population et société

### Démographie
L'évolution du nombre d'habitants est connue à travers les recensements de la population effectués dans la commune depuis 1793. Pour les communes de moins de 10 000 habitants, une enquête de recensement portant sur toute la population est réalisée tous les cinq ans, les populations de référence des années intermédiaires étant quant à elles estimées par interpolation ou extrapolation. Pour la commune, le premier recensement exhaustif entrant dans le cadre du nouveau dispositif a été réalisé en 2007.

En 2022, la commune comptait 8 883 habitants, en évolution de +2,67 % par rapport à 2016 (Seine-et-Marne : +3,92 %, France hors Mayotte : +2,11 %).
| 1793  | 1800  | 1806  | 1821  | 1831  | 1836  | 1841  | 1846  | 1851  |
| ----- | ----- | ----- | ----- | ----- | ----- | ----- | ----- | ----- |
| 1 840 | 1 999 | 1 735 | 1 821 | 1 963 | 2 015 | 2 141 | 2 185 | 2 257 |

| 1856  | 1861  | 1866  | 1872  | 1876  | 1881  | 1886  | 1891  | 1896  |
| ----- | ----- | ----- | ----- | ----- | ----- | ----- | ----- | ----- |
| 2 242 | 2 421 | 2 542 | 2 427 | 2 578 | 2 601 | 2 760 | 2 885 | 3 027 |

| 1901  | 1906  | 1911  | 1921  | 1926  | 1931  | 1936  | 1946  | 1954  |
| ----- | ----- | ----- | ----- | ----- | ----- | ----- | ----- | ----- |
| 3 179 | 3 180 | 3 212 | 3 164 | 3 065 | 3 120 | 3 029 | 3 169 | 3 170 |

| 1962  | 1968  | 1975  | 1982  | 1990  | 1999  | 2006  | 2007  | 2012  |
| ----- | ----- | ----- | ----- | ----- | ----- | ----- | ----- | ----- |
| 3 761 | 5 359 | 6 589 | 6 869 | 7 013 | 7 479 | 7 557 | 7 560 | 8 351 |

| 2017  | 2022  | - | - | - | - | - | - | - |
| ----- | ----- | - | - | - | - | - | - | - |
| 8 710 | 8 883 | - | - | - | - | - | - | - |

Nangis est une petite ville de 8 500 habitants.

### Enseignement
Cette ville possède 1 crèche, quatre écoles maternelles et élémentaires, 2 garderies, 1 collège et un lycée mais aussi un C.F.A. spécialisé dans le BTP (bâtiment et travaux publics).

#### Écoles maternelles et élémentaires à Nangis
- École primaire Les Roches
- Écoles maternelle et élémentaire Le Château
- Écoles maternelle et élémentaire Les Rossignots
- Écoles maternelle et élémentaire Noas

#### Collège à Nangis
- Le collège René Barthélemy

#### Lycée à Nangis
- Le lycée Henri Becquerel
- C.F.A. du Bâtiment et des Travaux Publics

## Culture
Nangis dispose de plusieurs lieux culturels, ce qui inclut une médiathèque, un théâtre et un cinéma. La médiathèque municipale Claude Pasquier met à la disposition des adhérents plus de 32 000 livres, 5 000 bandes dessinées, 4 000 CD musicaux, 1 500 films DVD, et douzaines de titres de magazines. Au centre-ville, à côté du cinéma La Bergerie, l'espace culturel La Bergerie présente des réalisations théâtrales traditionnelles, expérimentales, et d'avant-garde. La ville appartient à l'association Cultures du cœur.

### Sports
Il existe plusieurs clubs de sports, comprenant ainsi une piscine, un boulodrome, un terrain de tir à l'arc, un club de handball, un club de football et bien d'autres encore.
Les installations sportives comprennent un stade, quatre courts de tennis, un gymnase, une halle de sport ainsi que plusieurs salles spécialisées (dojo, salle de danse, salle de tennis de table).
Au 1er semestre 1972, la ville fut dotée du prototype de piscine tournesol. Celle-ci fut démolie en 2009.

### Manifestations culturelles et festivités
La ville organise chaque année deux fêtes foraines. Il existe, à Nangis, un festival des musiques, deux fois par an : les Zest'ivales et les Ô'Tonales, situé cour Émile Zola.

## Économie
Commerces, artisans, industries agro-alimentaires.

### Secteurs d'activité

#### Agriculture
Nangis est dans la petite région agricole dénommée la « Brie centrale », une partie de la Brie autour de Mormant. En 2010, l'orientation technico-économique de l'agriculture sur la commune est diverses cultures (hors céréales et oléoprotéagineux, fleurs et fruits).
Si la productivité agricole de la Seine-et-Marne se situe dans le peloton de tête des départements français, le département enregistre un double phénomène de disparition des terres cultivables (près de 2 000 ha par an dans les années 1980, moins dans les années 2000) et de réduction d'environ 30 % du nombre d'agriculteurs dans les années 2010. Cette tendance se retrouve au niveau de la commune où le nombre d’exploitations est passé de 18 en 1988 à 16 en 2010. Parallèlement, la taille de ces exploitations augmente, passant de 130 ha en 1988 à 153 ha en 2010.
Le tableau ci-dessous présente les principales caractéristiques des exploitations agricoles de Nangis, observées sur une période de 22 ans : 
|                                      | 1988  | 2000  | 2010  |
| ------------------------------------ | ----- | ----- | ----- |
| Dimension économique,                |       |       |       |
| Nombre d’exploitations (u)           | 18    | 14    | 16    |
| Travail (UTA)                        | 42    | 28    | 27    |
| Surface agricole utilisée (ha)       | 2 344 | 2 168 | 2 453 |
| Cultures                             |       |       |       |
| Terres labourables (ha)              | 2 253 | 2 127 | 2 431 |
| Céréales (ha)                        | 1 370 | 1 238 | 1 488 |
| dont blé tendre (ha)                 | 1009  | 993   | 1099  |
| dont maïs-grain et maïs-semence (ha) | 267   | 92    | 160   |
| Tournesol (ha)                       | 120   |       |       |
| Colza et navette (ha)                | 58    | 64    | 148   |
| Élevage                              |       |       |       |
| Cheptel (UGBTA)                      | 362   | 160   | 183   |

## Culture locale et patrimoine

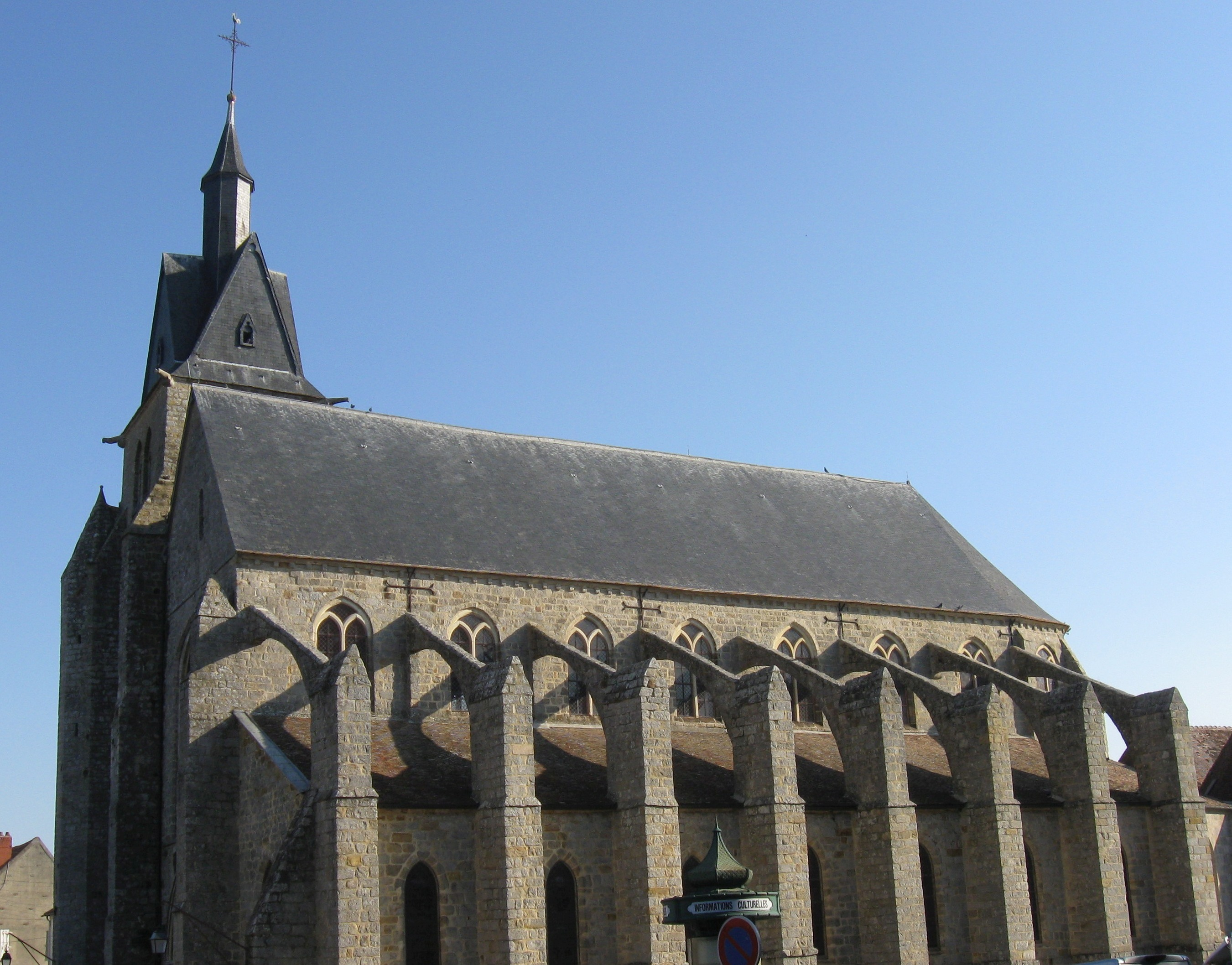
L'église Saint-Martin-et-Saint-Magne.

### Lieux et monuments
- Église Saint-Martin-et-Saint-Magne, classée au titre des monuments historiques en 1989[65].
- Château de la Motte-Beauvoir ou Beauvais et parc du Château.

### Personnalités liées à la commune
- René Barthélemy (1889-1954), ingénieur, pionnier de la télévision, né à Nangis.
- Eugène Benoist (1831-1887), latiniste, né à Nangis.
- Adrien Jean-Baptiste du Bosc (1760-1851), né à Nangis, général d'Empire sous Napoléon.
- Famille de Brichanteau, marquis de Nangis.
- Louis Lebel (1831-1888), organiste et pédagogue aveugle, né à Nangis.
- Bertulphe de Nangis (début du XIIe siècle), chroniqueur français qui était peut-être originaire de Nangis.
- Guillaume de Nangis, décédé en 1300, chroniqueur. Comme l'a précisé en 1842 l'archiviste-paléographe Hercule Géraud (1812-1844) : « On suppose qu'il était originaire de Nangis, mais c'est une simple conjecture qu'autorise seulement son surnom latin de Nangiaco ».
- Pierre Perret (né en 1934), auteur-compositeur-interprète de chansons, qui réside à Nangis.
- Marie-Thérèse-Louise de Savoie-Carignan (1749-1792), princesse de Lamballe, dont le mariage avec Louis-Alexandre de Bourbon (1747-1768) fut célébré par procuration à Turin le 17 janvier 1767, et en personne au château de Nangis le 31 janvier 1767 par le cardinal de Luynes[66].

### Héraldique
| Armes de Nangis | Les armes de Nangis se blasonnent ainsi : D'azur à six besants d'argent ordonnées 3, 2 et 1. |